# Isoneuromyia comosa
Isoneuromyia comosa är en tvåvingeart som beskrevs av Ostroverkhova 1979. Isoneuromyia comosa ingår i släktet Isoneuromyia och familjen platthornsmyggor. Inga underarter finns listade i Catalogue of Life.